# Episodi di Hero Inside (prima stagione)
La prima stagione di Hero Inside è stata trasmessa su Cartoon Network in America Latina nel settembre 2023, mentre in Italia dall'omonima controparte italiana da dicembre 2023 a gennaio 2024.
| nº | Titolo originale                                  | Titolo italiano         | Prima TV Am. Latina | Prima TV Italia  |
| -- | ------------------------------------------------- | ----------------------- | ------------------- | ---------------- |
| 1  | Un grito de justicia                              | Lacrime di giustizia    | 3 settembre 2023    | 25 dicembre 2023 |
| 2  | La noche más oscura                               | La notte più oscura     | 7 settembre 2023    | 8 gennaio 2024   |
| 3  | Gran gravedad                                     | Grande gravità          | 8 settembre 2023    | 9 gennaio 2024   |
| 4  | La joya del Nilo                                  | Gioiello del Nilo       | 9 settembre 2023    | 10 gennaio 2024  |
| 5  | Si este ritmo puedes oír, ¡Es que yo vine por ti! | Il vigilante mascherato | 10 settembre 2023   | 11 gennaio 2024  |
| 6  | ¿Puedes regar mis plantas?                        | Lettori di fumetti      | 13 settembre 2023   | 12 gennaio 2024  |
| 7  | Dame mis guantes                                  | Inseguimento in città   | 14 settembre 2023   | 15 gennaio 2024  |
| 8  | Dos sonrisas                                      | Due sorrisi             | 15 settembre 2023   | 16 gennaio 2024  |
| 9  | La cima de la torre                               | In cima alla Coit Tower | 16 settembre 2023   | 17 gennaio 2024  |
| 10 | Revolución                                        | Rivoluzione             | 17 settembre 2023   | 18 gennaio 2024  |
| 11 | Villanos contra héroes                            | Cattivi vs eroi         | 17 settembre 2023   | 19 gennaio 2024  |

## Lacrime di giustizia
Mike entra per caso in possesso di uno strano fumetto e, quando nomina il supereroe in copertina, Lacriman esce fuori dalle pagine pronto a lottare per la giustizia.

## La notte più oscura
Mike e Lacriman salvano una bambina da un incendio, ma vengono aiutati da colui che l'ha causato per errore: un nuovo supereroe di nome Nocturno.

## Grande gravità
Mentre X e Gravity lottano contro un cane un po' troppo cresciuto, Nick cerca di convincere Mike a diventare un supereroe per fare coppia con Lacriman.

## Gioiello del Nilo
Nick è stato rapito da Dirk O, un fanatico di fumetti che fa parte di una strana confraternita dedita al collezionismo di eroi, Mike e Lacriman corrono quindi in suo aiuto.

## Il vigilante mascherato
Un vigilante mascherato punisce i bulli della scuola facendoli ballare ininterrottamente. Dopo la riluttanza iniziale, Mike decide di intervenire.

## Lettori di fumetti
In città esistono altre persone in grado di evocare i supereroi e, mentre Mike e Nick si allenano, Dirk O viene portato in una sala da tè.

## Inseguimento in città
Mike cerca di fermare uno scontro tra X e un altro lettore, ma la battaglia inizia a coinvolgere anche dei cittadini innocenti.

## Due sorrisi
Mike e Lucy fanno coppia per un compito a scuola, ma mentre sono in giro un lettore impazzito evoca un eroe che scatena un potentissimo tornado e ne restano coinvolti.

## In cima alla Coit Tower
X usa Lacriman contro Mike per prendere i suoi fumetti, ma Mike resiste. Nel frattempo, Tara investiga sui supereroi e Dirk O si riorganizza.

## Rivoluzione
Mentre Lucy racconta la verità a Mike, il Consiglio dei Comics lancia un assalto al Municipio per iniziare una rivoluzione. I due ragazzi interverranno.

## Cattivi vs eroi
Mike e Lucy, con i loro eroi, combattono contro il Consiglio dei Comics ma le cose non si mettono bene. Solo il desiderio di Mike di salvare tutti risolverà la situazione.